# Bubaridae
Bubaridae é uma família de esponjas marinhas da ordem Halichondrida.

## Gêneros
- Bubaris Gray, 1867
- Cerbaris Topsent, 1898
- Hymerhabdia Topsent, 1892
- Monocrepidium Topsent, 1898